# 雅列
雅列（希伯来语: ירד，英语：Jared ），天主教譯“耶勒得”，是旧约圣经人名。他是以挪士的重孙，该南的孙子，玛勒列的儿子，在路加福音中他被列为耶稣肉身的先祖之一。他的寿命是962岁。根据圣经《创世纪》五章记载，‘雅列活到一百六十二岁，生了以诺。 雅列生以诺之后，又活了八百年，并且生儿养女。 雅列共活了九百六十二岁就死了。

## 摩爾門經中先知
摩爾門經中也有名叫雅列的先知，他和哥哥帶領一群人從巴別塔到西半球美洲大陆的應許地，建立雅列國，他们的後代被稱為雅列人。